# Ernesto Zedillo
Ernesto Zedillo Ponce de León GColIH (Cidade do México, 27 de dezembro de 1951) é um político mexicano. Foi presidente do México de 1994 até 2000, como o último dos 71 anos ininterruptos de presidentes mexicanos do Partido Revolucionário Institucional (PRI).

## Nota biográfica

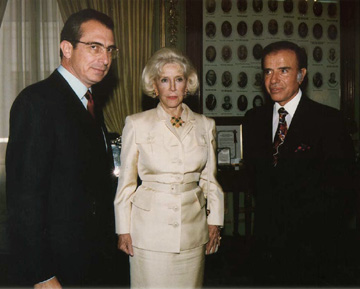
Ernesto Zedillo com Carlos Menem e María Amalia Lacroze de Fortabat em 1996.

Segundo de entre seis irmãos, filho de Rodolfo Zedillo Castillo, electricista, e Martha Alicia Ponce de León. Ainda bastante jovem muda-se com os pais para Mexicali, onde efectua os seus primeiros estudos, regressando à capital para cursar economia no Instituto Politécnico Nacional do México.
Com as poupanças que conseguiu juntar enquanto trabalhava como auditor numa instituição bancária e tendo obtido uma bolsa de estudo emigrou para os Estados Unidos, onde obteve o doutoramento em economia pela Universidade de Yale. Regressado ao México, começa uma longa carreira nas finanças públicas, ocupando diversos lugares na estrutura do Partido Revolucionário Institucional (no qual se filiou em 1971, no Banco de México e nas secretarias da fazenda pública, do orçamento (1988) e de educação pública (1992); renuncia a este último cargo para assumir a direcção da campanha do candidato presidencial oficial do PRI, Luis Donaldo Colosio. Após o assassinato de Colosio em 1994, o então presidente Carlos Salinas de Gortari designa-o candidato substituto, vindo assim a vencer as primeiras eleições democráticas do México moderno.

## Mandato presidencial (1994-2000)
A presidência de Zedillo foi marcada pela maior crise financeira mexicana da década de 1990 e que teve repercussões internacionais (o chamado efeito tequila). Zedillo e Salinas acabariam por culpar-se mutuamente por esta crise. Carlos Salinas, atribuía a responsabilidade da crise à adopção, em Dezembro de 1994, da livre flutuação da paridade peso mexicano-dólar (que estivera sob controlo na presidência de Salinas) que conduziu uma fuga maciça de divisas em face da situação política do país (levantamento do EZLN, assassinato de Colosio e de outros políticos).
A cotação do dólar subiu cerca de 100% quase imediatamente, provocando a falência de milhares de empresas, desemprego e  impossibilitando muitos devedores de poderem saldar as suas dívidas. Como resposta, o governo de Zedillo criou um fundo bancário de protecção à poupança, chamado FOBAPROA, com o propósito de apoiar a banca mexicana contra os devedores.
Surpreendentemente, durante o que restava do mandato de Zedillo, assistiu-se a uma recuperação dos níveis de desemprego e a uma correcta gestão da economia mexicana. Em termos políticos, a esquerda conseguiu as suas primeiras vitórias eleitorais e, no final do seu mandato, tornou-se no primeiro presidente eleito pelo PRI a reconhecer uma derrota nas eleições presidenciais.
Foi durante o seu mandato que ocorreram os massacres de Acteal, em Chiapas e de Aguas Blancas em Guerrero. Há fortes suspeitas de que os culpados destes massacres eram funcionários governamentais, no entanto ninguém foi punido por estes crimes.
A 30 de Setembro de 1998 recebeu o Grande-Colar da Ordem do Infante D. Henrique de Portugal.

## Após a presidência
Após a sua retirada da vida pública, tomou posse como administrador executivo de várias empresas dos Estados Unidos (Procter and Gamble, Alcoa e Union Pacific, esta última proprietária dos caminhos de ferro mexicanos, privatizados durante o seu mandato). Adicionalmente, participa ainda em alguns programas das Nações Unidas, relacionados com o financiamento a países em via de desenvolvimento.
Foi também questionado relativamente a actos de gestão fradulenta ocorridos no FOBAPROA.
Desde 2002, é diretor do Yale Center for the Study of Globalization (YCSG), criado em 2001.